# ツースリー
『ツースリー』（TWO THREE）は、高畑弓による日本の野球漫画作品。『週刊少年マガジン』（講談社）にて2015年40号から同年52号まで連載された。

## 概要
一流の投手としての才能を持ちながらも、ある理由から中学時代一度も試合に出場できなかった少年・辻大晴が部員数の足りていない千鳥山高校野球部で甲子園を目指す高校野球漫画。本作は同じ『週刊少年マガジン』で連載中の『ダイヤのA』とは異なり、弱小校を舞台としている。

## あらすじ
強豪校として知られる武蔵光が丘中学校でベンチ入りすらできず、中学三年間一度も試合に出ることができなかった辻大晴は幼馴染みの藤嶋真夏、バッテリーを組んでいる黒柳忍と共に甲子園の舞台を目指し、千鳥山高校に進学する。しかし、肝心の野球部は生徒たちから認知すらされていない、部員数9人にも満たない弱小チームだった。

## 登場人物

### 千鳥山高校
部員数が9人にも満たず、当初は4人しか部員がいなかった。グラウンドは隣にある強豪・西神明高校の2軍の練習場と化しており、名目上は合同練習だが、千鳥山は西高の雑用係としてまともに練習すらさせてもらえていなかった。

#### 主要人物
辻 大晴（つじ たいせい）
本作の主人公。千鳥山高校1年生。投手。右投げ。打順は5番。
何事にも真っ直ぐな性格。が、考えるよりも先に行動に起こすため、よく問題を起こしている。時計は読めない。
投手としては一流で、中学2年生の頃にベンチ入りメンバーに選ばれたこともあったが、1年生を庇った忍がベンチ入りメンバーから外されたことに納得ができず、口を挟んだことで当時の監督から見放され、一度も試合に出させてもらえなかった。高校入学直後には西高の選手たちに潰されそうになっていた大野を庇って、犬塚に勝負を挑み、占拠されていたグラウンドを取り戻している。また、練習試合のために部員を集めようとして避難訓練中に他の部のレギュラーになれない選手たちに埋もれているより、野球をやるべきだと呼びかけて反感を買ったことがある。が、中学時代の自分も同じ立場であったことを思い出し、謝罪した。
忍の指示で的をあえて外す練習をしており、コントロールが良い。決め球はフォーク。
幼馴染みの真夏に好意を寄せており、選手として甲子園に出られない彼女を甲子園に連れて行くことを目標としている。家は神社。
藤嶋 真夏（ふじしま まなつ）
本作のヒロイン。千鳥山高校1年2組。監督。
大晴とは幼馴染みで、勝ち気で強気な性格。女の子が選手として甲子園の舞台に立てないことを知り、監督としてチームを甲子園に導くことを決める。このことがきっかけで大晴も甲子園を目指すことを決めた。
自らノックを打っており、宣言とは別の方向へ打つ「ランダムノック」で選手たちを鍛えている。大晴の自主練習用のメニューも考えている。
黒柳 忍（くろやなぎ しのぶ）
千鳥山高校1年生。捕手。打順は3番。
大晴とは中学からの付き合いで、バッテリーを組んでいる。眼鏡が特徴。頭脳明晰で、高校には入試科目を満点で合格している。新入生代表の挨拶では自分へのプレッシャーとして甲子園行きを宣言した。
冷静沈着だが、野球に対して熱い性格。中学時代はベンチ入り確実とまで言われていたが、まだ体が出来上がっていない1年生に対し、監督が強いたオーバーワークに口を挟んで見放され、大晴と共に一度も試合に出してもらえなかった。自分のために試合に出たい気持ちを押し殺していた大晴を日本一の投手にするべく、甲子園を目指すことを決める。

#### 野球部員
大野（おおの）
千鳥山高校3年生、野球部主将。右翼手。打順は7番。
猪野（いの）
千鳥山高校3年生。左翼手。打順は9番。
土橋 優（どばし ゆう）
千鳥山高校2年生。二塁手。打順は4番。右目が前髪で隠れている。
大晴たちの入部当時は部活に出ておらず、西高の雑用を拒んでバッティングセンターに通っていた。守備も上手いが、バッティングが優れており、バッティングセンターでは発射口を狙い打つというコントロールを見せた。交流試合では体を張って出塁した丸山の頑張りに応え、8回裏の攻撃で三人を返し、チームを逆転へと導く。
オタクで、「マジカル☆マリン」のTシャツをよく着ており、Tシャツに話しかけるといった行動から初対面の大晴に「ヤバイ感じの人」という印象を持たれた。
丸山（まるやま）
千鳥山高校2年生。中堅手。打順は6番。
西高の雑用として扱われていた時期も部活に通い続けていた一人で、西高の練習が終わった後に下校時間ギリギリまで自分たちの練習を続けていた。3年生が引退した後のことまで考え、自分が抜けたら1年生が困るからと、たとえ3年間、西高の雑用で終わったとしても野球部を辞めようとはしない気持ちを見せる。
交流試合では、決め球を打たれた大晴がリベンジしたい気持ちを押し殺してチームの勝利のために椎名を歩かせる判断を下した際に、攻撃でチームに貢献しようと土橋にヒットの打ち方を尋ね、「出塁したければデッドボールでももらってこい」という言葉を真に受け、デッドボール覚悟で打席に立ち、体を張って出塁を果たす。これが土橋のやる気に火をつけ、チームの逆転に繋がった。
福原 金太（ふくはら きんた）
千鳥山高校1年5組。三塁手。打順は1番。銀太とは双子。
中学で野球を辞めようと思っていたが、避難訓練の時の大晴の呼びかけに面白そうと思って入部した。
福原 銀太（ふくはら ぎんた）
千鳥山高校1年5組。遊撃手。打順は2番。金太とは双子。
金太と同じく避難訓練をきっかけに野球部に入部を決める。
甲斐 義実（かい よしみ）
千鳥山高校1年5組。一塁手。打順は8番。
金太、銀太に誘われて野球部に入部を決めるが、途中で辞めようかとも考えていた。身長が高く、真夏からは少しの悪送球でも簡単に捕ってくれそうと期待される。

### 西神明高校
昨年の東東京大会でベスト4を記録し、過去に夏、春ともに甲子園に1回ずつ出場経験がある強豪校。部員数は115名。合同練習という名目で隣の千鳥山高校をグラウンドを2軍用に借りているが、実際には千鳥山の選手たちを雑用に使っていた。千鳥山とは毎年、交流試合を組んでいる。
椎名 アゲハ（しいな あげは）
西神明高校1年生。交流試合での打順は3番で、1軍でもクリーンナップを任されている。
全国の強豪校が取り合いになったほどのスーパールーキーで、入学して間もなく1軍入りを果たした。偵察で西高に潜入した大晴がバッティングピッチャーを務めた際には「いい球投げる」と評価しており、本気の勝負こそ出来なかったが、大晴の投球に驚いた様子を見せる。その後の交流試合では遅刻のペナルティで2軍の試合に出ることになり、当初はやる気がなかったものの、相手ピッチャーが大晴であることに気付き、本気で試合に臨んだ。6回で決め球のフォークをホームランし、2軍チームに先制点を入れた。
犬塚（いぬづか）
西神明高校野球部の2軍選手。犬のような顔つき。真夏からは「犬顔」と呼ばれていた。
大晴が入部して最初に勝負した相手。大野をバッティングピッチャーとして200球以上投げさせ、潰そうとしたことで大晴に勝負を挑まれた。千鳥山の選手たちを格下として扱っており、大晴との勝負もなめてかかっていたが、フォークを空振りさせられて三振になり、勝負に負けて練習場も失った。
小泉（こいずみ）
西神明高校野球部のマネージャー。
2軍の練習場となっている千鳥山のグラウンドを取り戻すために交流試合で勝負を挑んできた。口調は丁寧だが、千鳥山を格下として扱っており、真夏が監督だと名乗り出た際には握手を求める振りをして引き寄せ、拒んだ彼女に「女が監督なんて無理」と言い放った。

## 書誌情報
- 高畑弓 『ツースリー』 講談社〈講談社コミックス〉全2巻
  1. 2015年11月17日発売[講 1]、ISBN 978-4-06-395531-6
  2. 2015年11月17日[講 2]発売、ISBN 978-4-06-395586-6